# سامانتا استوارت
سامانتا استوارت (به انگلیسی: Samantha Stewart؛ زادهٔ ۱۲ اکتبر ۱۹۸۹) یک کشتی‌گیر آزادکار کشور کانادا است.
از افتخارات وی می‌توان به کسب مدال برنز مسابقات قهرمانی کشتی جهان ۲۰۲۱ اشاره کرد.